# Riccardo Proserpio
Giovanni Riccardo Proserpio (Mariano Comense, 15 gennaio 1906 – Mariano Comense, 22 novembre 1963) è stato un ciclista su strada italiano, professionista e indipendente dal 1930 al 1933.

## Carriera
Nel 1929 da dilettante si mise in luce vincendo in volata la 28ª edizione della Coppa del Re a Milano. La stagione successiva lo vide protagonista in diverse corse in linea del calendario italiano: terzo alla Tre Valli Varesine, settimo alla Milano-Sanremo e alla Coppa Bernocchi.
Nel 1931 venne messo sotto contratto dalla varesina Ganna ma non raccolse risultati. Fu attivo fino al 1933.

## Palmarès
- 1929 (dilettanti)

Coppa del Re

## Piazzamenti

### Classiche monumento
- Milano-Sanremo

1929: 18º
1930: 7º
- Giro di Lombardia

1929: 12º